# France Lambiotte
Pour les articles homonymes, voir Lambiotte.
France Lambiotte, née le 1er mai 1939 à Neuilly-sur-Seine et morte le 7 mars 2023 à Paris 5e, est une actrice française.

## Biographie
Fille de l'industriel Jean Lambiotte (1896–1962) et de Marthe David-Weill, commanditaires de l'hôtel Lambiotte, petite-fille de David David-Weill et petite-nièce d'Auguste Lambiotte, elle épouse le journaliste Louis Rozand, avec qui elle aura deux enfants, Delphine et Sébastien, puis le violoniste Ivry Gitlis avec qui elle aura Raphaëlle. 
Elle meurt le 7 mars 2023 dans le 5e arrondissement de Paris, à l'âge de 83 ans. Ses obsèques se tiennent dans l'après-midi du 16 mars au crématorium du cimetière du Père-Lachaise où elle est incinérée.
À sa mort, elle fera don du tiers de son patrimoine à la recherche contre le cancer. 

## Filmographie

### Cinéma
- 1974 : La Femme de Jean de Yannick Bellon
- 1976 : L'Éducation amoureuse de Valentin de Jean L'Hôte
- 1977 : Repérages de Michel Soutter
- 1978 : Les Routes du sud de Joseph Losey

### Télévision
- 1977 : Au plaisir de Dieu
- 1979 : Ego (téléfilm)